# 57658 Nilrem
57658 Nilrem este o planetă minoră (asteroid) din centura de asteroizi. A fost descoperită pe 17 octombrie 2001 la Jura-Observatorium⁠(d) de Michel Ory⁠(d) și a fost numită după Jean-Claude Merlin⁠(d). 
Obiectul prezintă o orbită caracterizată de o semiaxă mare de 2,6143733474611 UAi, o excentricitate de 0,03, o înclinație de 13,6 ° în raport cu ecliptica.